# وایومیسینگ، پنسیلوانیا
وایومیسینگ (به انگلیسی: Wyomissing) یک منطقهٔ مسکونی در ایالات متحده آمریکا است که در پنسیلوانیا واقع شده‌است. وایومیسینگ ۱۱٫۷۳ کیلومتر مربع مساحت و ۱۰٬۴۶۱ نفر جمعیت دارد و ۱۰۳٫۰۲ متر بالاتر از سطح دریا واقع شده‌است.